# Bledius tallaci
Bledius tallaci är en skalbaggsart som beskrevs av Henry Clinton Fall 1910. Bledius tallaci ingår i släktet Bledius och familjen kortvingar. Inga underarter finns listade i Catalogue of Life.